# Inside Story (album Anity Lipnickiej i Johna Portera)
Inside Story – album Anity Lipnickiej i Johna Portera wydany w 2005 przez EMI Music Poland. Album został nagrany w studiu Metro w Lublanie w Słowenii. Albumu wyprodukował Chris Eckman – lider amerykańskiej grupy The Walkabouts.
Nagrania dotarły do 2. miejsca zestawienia OLiS, a album osiągnął status złotej płyty.

## Lista utworów
1. „Black Hand" – 3:39 (sł. A. Lipnicka, muz. A. Lipnicka)
2. „Death of a Love" – 5:17 (sł. J. Porter, muz. J. Porter)
3. „Such a Shame" – 4:49 (sł. A. Lipnicka, muz. A. Lipnicka)
4. „You Never Know" – 4:08 (sł. J. Porter, muz. J. Porter)
5. „Hold On" – 4:51 (sł. J. Porter, muz. J. Porter)
6. „Tell Me, Tell Me" – 4:22 (sł. A. Lipnicka, muz. A. Lipnicka)
7. „It Hurts" – 4:32 (sł. J. Porter, muz. J. Porter)
8. „Monday" – 3:26 (sł. A. Lipnicka, J. Porter, muz. A. Lipnicka, J. Porter)
9. „Missing" – 4:52 (sł. J. Porter, muz. J. Porter)
10. „Waiting for a Thief" – 3:07 (sł. A. Lipnicka, muz. A. Lipnicka)
11. „One More Step" – 5:08 (sł. A. Lipnicka, J. Porter, muz. A. Lipnicka, J. Porter)

## Wykonawcy
- Anita Lipnicka – wokal, instrumenty klawiszowe
- John Porter – wokal, gitara, harmonijka ustna
- „Runjoe” – perkusja
- Ziga Golob – gitara basowa
- Jani Hace – gitara basowa
- Chris Eckman – gitara, instrumenty klawiszowe